# Hans Hohlbein
Hans Hohlbein (* 1953 in Berlin) ist ein deutscher Schauspieler und Synchronsprecher.

## Leben
Hans Hohlbein besuchte von 1977 bis 1980 die Staatliche Schauspielschule Rostock. Er begann seine Karriere als Schauspieler in Fernsehen und Theater, jedoch wurde er überwiegend als Synchronsprecher tätig. Seine erste größere Synchron-Rolle hatte er ab 1994 als „Dr. Mark Greene“ in der Serie Emergency Room – Die Notaufnahme. Weitere Bekanntheit erwarb er sich als Stimme von „Patamon“ in der Anime-Serie Digimon oder ab 2001 für Sam Lloyd als „Ted Buckland“ in der Serie Scrubs – Die Anfänger. Ab 2004 synchronisierte er „Rex van de Kamp“ in Desperate Housewives. Mehrmals synchronisierte er die Schauspieler Eddie Jemison, Patton Oswalt oder Toby Jones.

## Filmografie (Auswahl)
- 1992, 2007: Löwenzahn (Fernsehserie, zwei Folgen)
- 1997: Die Rechte der Kinder (Fernsehserie)
- 1998, 2005: Hinter Gittern – Der Frauenknast (Fernsehserie, zwei Folgen)
- 2001: Im Namen des Gesetzes (Fernsehserie, eine Folge)
- 2001: Ein starkes Team – Lug und Trug (Fernsehserie)
- 2002: Für alle Fälle Stefanie (Fernsehserie, eine Folge)
- 2002: Tatort – Zahltag (Fernsehreihe)
- 2003: Ein starkes Team – Kollege Mörder
- 2003–2010: Unser Charly (Fernsehserie, zwei Folgen)
- 2004–2016: SOKO Wismar (Fernsehserie, drei Folgen)
- 2006: Beutolomäus und der geheime Weihnachtswunsch (Fernsehfilm)
- 2007: Allein unter Bauern (Fernsehserie, acht Folgen)
- 2008: Der Vorleser
- 2008: Notruf Hafenkante (Fernsehserie, eine Folge)
- 2009: Der kleine Mann (Fernsehserie, eine Folge)
- 2009: Mein Leben – Marcel Reich-Ranicki
- 2010: Kommissar LaBréa (Fernsehserie, eine Folge)
- 2011: Konterrevolution – Der Kapp-Lüttwitz-Putsch 1920 (Fernsehfilm)
- 2014: Polizeiruf 110 – Käfer und Prinzessin (Fernsehreihe)
- 2015: Polizeiruf 110 – Ikarus
- 2015: The Team (Fernsehserie, zwei Folgen)
- 2016: Operation Naked (Fernsehfilm)

## Synchronrollen (Auswahl)
Eddie Jemison
- 2002: Ocean’s Eleven als Livingston Dell
- 2004: Ocean’s 12 als Livingston Dell
- 2007: Ocean’s 13 als Livingston Dell

Yuji Mitsuya
- 1989–1996: Dragon Ball Z als Kaioshin
- 2015: Dragon Ball Z – Kampf der Götter als Kaioshin

Miwa Matsumoto
- 2000: Digimon als Patamon / Angemon / MagnaAngemon / Pegasusmon
- 2001: Digimon 02 als Patamon / Angemon / MagnaAngemon / Pegasusmon

Toby Jones
- 2015: Das Märchen der Märchen als König von Highhills
- 2016: By the Gun – Zeit der Vergeltung als Jerry

Jon Favreau
- 2016: The Jungle Book als Zwergwildschwein
- 2018: Solo: A Star Wars Story als Rio Durant

### Filme
- 1991: Akira – Tarou Arakawa als Eiichi Watanabe
- 1993: Gettysburg – Dwier Brown als Capt. Brewer
- 1998: Ich weiß noch immer, was du letzten Sommer getan hast – Michael Bryan French als Arzt
- 2000: Erin Brockovich – Scott Sowers als Mike Ambrosino
- 2001: Wasabi – Ein Bulle in Japan – Michel Muller als Maurice alias „Momo“
- 2001: Charlie und das Rentier – Jonathan Walker als Kyle
- 2003: Mona Lisas Lächeln – John Scurti als Stan
- 2006: Beim ersten Mal – Tim Bagley als Dr. Pellagrino
- 2008: Der Vorleser – Hans Hohlbein als Sekretär
- 2009: Selbst ist die Braut – Aasif Mandvi als Bob Spaulding
- 2009: Die Frau des Zeitreisenden – Stephen Tobolowsky als Dr. David Kendrick
- 2010: Kiss & Kill – Larry Joe Campbell als Pete Denham
- 2015: Northpole: Weihnachten steht vor der Tür – Derek McGrath als Peter Elfman
- 2015: Der Kaufhaus Cop 2 – Bob Clendenin als Muhrtelle
- 2015: Mune － Der Wächter des Mondes － Rob Shields als Krrrack
- 2017: Die Schöne und das Biest – Gerard Horan als Monsieur Jean (Sprache)
- 2017: Cars 3: Evolution – Ray Magliozzi als Klang (im Original: Dusty)
- 2020: Ma Rainey’s Black Bottom – Jonny Coyne als Mel Sturdyvant
- 2023: Oppenheimer – Tom Conti als Albert Einstein

### Serien
- 1994: Aladdin – Jason Alexander als El Fatal
- 1994–2002, 2008: Emergency Room – Die Notaufnahme – Anthony Edwards als Dr. Mark Greene
- 2001–2009: Scrubs – Die Anfänger – Sam Lloyd als Ted Buckland
- 2004–2012: Desperate Housewives – Steven Culp als Rex Van de Kamp
- 2005: Prison Break – Danny McCarthy als Agent Daniel Hale
- 2005–2008: Camp Lazlo – Mr. Lawrence als Edward
- 2006–2011, 2019: Grey’s Anatomy – Jeff Perry als Thatcher Grey
- 2008–2010: The Wire – Delaney Williams als Sgt. Jay Landsmann
- 2008–2012: Die Pinguine aus Madagascar – Richard Kind als Roger
- 2010–2014: Covert Affairs – Dylan Taylor als Eric Baber
- 2013–2021: Brooklyn Nine-Nine – Joel McKinnon Miller als Det. Norm Scully
- 2014: Star Wars Rebels als Yogar Lyste
- 2014–2017, 2020: Marvel’s Agents of S.H.I.E.L.D. – Patton Oswalt als Eric, Billy, Sam, Thurston und Ernest-Hazard Koenig
- 2014–2020: The Blacklist – Clark Middleton als Glen Carter
- 2017: Godless – Christopher Fitzgerald als J.J. Valentine
- 2020: The Mandalorian – Paul Sun-Hyung Lee als Captain Carson Teva
- 2021, 2023: What If…? – Stanley Tucci als Dr. Abraham Erskine
- 2021: My Name – Sang-ho Kim als Cha Gi-ho